# Licaonia
Licaonia sau Lycaonia (în greacă: Λυκαονία, Lykaonia) a fost o regiune mare din centrul Anatoliei, la nord de Munții Taurus. Aceasta a fost delimitată la est de Cappadocia, la nord de Galatia, la vest de Frigia și Pisidia, în timp ce la sud, s-a extins până la Munții Taurus, la granițele regiunii Cilicia (sau Isauria în perioada bizantină), dar granițele sale au variat foarte mult în timp. Numele regiunii nu se găsește în scrierile lui Herodot, dar este menționat de Xenophon ca fiind una din regiunile traversate de Cyrus cel Tânăr în marșul său prin Asia. Autorul descrie Iconia ca fiind ultimul oraș din Frigia, lucru care apare și în Faptele Apostolilor cap. 14:6. Pavel, după ce a părăsit Iconia, a trecut frontiera și a ajuns la Listra în Licaonia. Ptolemeu, pe de altă parte, include Licaonia ca o parte a provinciei Cappadocia, cu care a fost asociată de romani pentru scopuri administrative, dar cele două țări se disting clar, atât de către Strabon și Xenofon ca și de autorități în general.

## Etimologie
Numele de Licaonia / Lycaonia apare în izvoarele privitoare la expediția lui Cyrus cel Tânăr. În greacă Λυκαωνία, transliterat: Lykaônia, semnifică „țara lupilor”. Grecii antici considerau că acest teritoriu aparținea de Frigia mare. Salvador Costanzo /Salvatore Costanzo (1804-1869), în marea sa lucrare Historia Universal, desde los tiempos más remotos hasta nuestros días (titlul în română: „Istoria Universală, din cele mai vechi timpuri până în zilele noastre”) din 1858, semnala faptul că Licaonia era „o țară foarte mică, muntoasă și foarte puțin locuită, care a luat numele de Licaonia din cauză că aici abundau lupii, numiți în greacă «lykos».”

## Creștinismul în Provincia Licaonia
Potrivit textului biblic, Apostolul Pavel a vizitat Derbe și Listra din Licaonia, în timpul primei sale călătorii misionare, anunțând Evanghelia și organizând comunitățile creștine. Este posibil să fi poposit acolo și în timpul celei de-a treia călătorii misionare (Fapte 14:6, 20, 21; 16:1; 18:23).
Potrivit capitolului al 14-lea din Faptele Apostolilor, apostolii Pavel și Barnaba au scăpat de persecuțiile din Iconium (în prezent Konya), au fugit „în orașele Licaoniei, Listra și Derbe, și prin împrejurimi, și acolo duceau Vestea cea Bună.” La Listra, Apostolul Pavel a vindecat un „olog din naștere”. În capitolul al 16-lea este prezentată întâlnirea Apostolului Pavel cu tânărul Timotei.